# Vekunta obaerata
Vekunta obaerata är en insektsart som beskrevs av Yang och Wu 1993. Vekunta obaerata ingår i släktet Vekunta och familjen Derbidae. Inga underarter finns listade i Catalogue of Life.